# Margit Vanek
Margit Vanek (Budapest, 25 de fevereiro de 1996) é uma triatleta profissional húngara.

## Carreira

### Rio 2016
Margit Vanek disputou os Jogos do Rio 2016, terminando em 45º lugar com o tempo de 2:06:54. 